# Cuguen
Cuguen település Franciaországban, Ille-et-Vilaine megyében. Lakosainak száma 830 fő (2022. január 1.). Cuguen Bazouges-la-Pérouse, Broualan, Combourg, Epiniac, Noyal-sous-Bazouges, Saint-Léger-des-Prés, Trans-la-Forêt és Trémeheuc községekkel határos.

## Népesség
A település népességének változása:
| Lakosok száma | 856  | 670  | 673  | 768  | 800  | 834  | 839  | 834  | 832  | 830  |
|               | 1968 | 1982 | 1990 | 2006 | 2013 | 2015 | 2017 | 2019 | 2020 | 2022 |